# 上島町消防本部
上島町消防本部（かみじまちょうしょうぼうほんぶ）は、愛媛県越智郡上島町の消防部局（消防本部）。管轄区域は上島町全域。

## 概要
出典による。
- 消防本部：上島町弓削下弓削1037番地
- 管内面積：30.38km2
- 消防署1カ所（別に岩城島に車両2両を常時派出）
- 職員数  27名
- 配置車両（車両9、船舶2）
  - 消防ポンプ車:3（うち軽四輪2）
  - 救助工作車:1
  - 高規格救急車:2
  - IIB型救急車:１
  - 指令車:1
  - 広報車:1
  - フェリー型高速救急救助艇「かみじま」:1
  - フェリー型高速救急艇「ゆうなぎ」:1

全国初の「フェリー型高速救急艇」を配備した消防本部であり、2隻とも救急車を載せて離島間を往復することができるほか、救急救助艇「かみじま」は更に船内に救急室を備えている。そのため、全国でも珍しい「救急艇係」が編成されている。

## 沿革
出典による。
- 2004年（平成16年）10月 - 弓削町・生名村・岩城村・魚島村の4町村が合併し、「上島町」が誕生。越智郡島部消防事務組合から1町3村が脱退し、新たに「上島町消防本部」を設置。
- 2006年（平成18年）4月1日 - フェリー型高速救急艇「ゆうなぎ」運用開始
- 2015年（平成27年）3月23日 - フェリー型高速救急救助艇「かみじま」運用開始。

## 組織
- 本部－総務予防課
- 消防署ー第1当直指令・第2当直指令

## 消防署
| 消防署       | 住所                     |
| ------------ | ------------------------ |
| 上島町消防署 | 上島町弓削下弓削1037番地 |